# Утєвська Ольга Михайлівна
Ольга Михайлівна Утєвська – українська вчена у галузі генетики, доктор біологічних наук, професор кафедри генетики та цитології Харківського національного університету імені В. Н. Каразіна.
Закінчила Харківський університет. Наукові інтереси: популяційна генетика, генетика людини, геногеографія

## Стажування
- 2013–2014. Естонський біоцентр[ru], Тарту, Естонія.
- 2010–2013. Медико-генетичний науковий центр[ru], Інститут загальної генетики імені М. І. Вавилова РАН, Москва, Росія.
- 2006–2008. Інститут екології, Nature Research Centre[lt], Вільнюс, Литва.

## Публікації
- Тема докторської дисертації: Генофонд українців за різними системами генетичних маркерів: походження і місце на європейському генетичному просторі. Київ, 2017.
- Походження основних груп козацтва за даними про поліморфізм Y хромосоми. О. М. Утевская, М. И. Чухряева, Р. А. Схаляхо, Х. Д. Дибирова, И. Э. Теучеж, А. Т. Агджоян, Л. О. Атраментова, Е. В. Балановская, О. П. Балановский // Вісник Одеського національного університету. Біологія. Том 20, № 2(37) (2015)
- see Personal Page, Google Scholar, Scopus[недоступне посилання з листопадаа 2019]